# 鋼鐵天使
《鋼鐵天使》是介錯創作的日本漫畫作品，1997至2004年在角川書店《月刊少年Ace》連載，單行本全11卷。
後來被拍成了三部動畫版和一部真人電視劇。

## 故事簡介
人工智慧發展到瓶頸時，科學家們在誠心祈禱下，一位身分神秘的天使進入其制造產物，名叫「胡桃」的美女型仿生人中。但她似乎拒絕醒覺，後來偶然在大正時代，一個少年吻醒了她。
胡桃認為少年是她在地上世界的主人，便展開了故事。

## 登场人物

### 第一季和漫画
神維仲人（配音：桑島法子（日本），袁淑珍（香港））
原作的主人公。神人的弟弟，著名陰陽師家族出身的少年，但没法力，个性胆小但纯朴，偶然吻醒了胡桃便和她展開了歷險的故事。
久留美（配音：榎本温子（日本），劉惠雲（香港））
本作的女主角。官方也譯作「胡桃」或「官留美」。被天使進入控制的机器人，是沙希和卡玲加的“姐姐”，外觀像成年的美少女，高度和胸圍都嬌人的，並平時穿著女僕服和膝上襪。
原为绫小路博士制造，並打算送給神人用於消滅魔族，但因仲人偶然亲吻而启动；對於吻醒自己的仲人絕對忠誠，不容許其他人接近仲人，並渴望仲人疼愛自己；充滿熱情和天真活潑的感覺，有“desi”尾音的口癖。能跟心意合一時的沙希合體。
由于使用封印了天使的核心，战斗力十分强大，從後傳的京四郎與永遠的空推定，裡面的天使便是熾天使米迦勒。
沙希（配音：田中理惠（日本），林元春（香港））
原为绫小路博士制造的机器人。被敌人强行启动利用来追杀久留美，但后来失去动力后被久留美吻醒的，是久留美的“妹妹”，性格娴熟温柔，和久留美有相同的胸圍，同久留美一样对吻醒自己的久留美十分忠诚，有少许百合和妄想。
卡玲加（配音：倉田雅世（日本），黃麗芳（香港））
原为绫小路博士设计的机器人，被威路斯基博士制造用来追杀久留美的，擁有兩顆天使心，自稱是「世上最強的綱鐵天使」；是沙希的“妹妹”，十分活泼好胜，在无法打过久留美后总想得知久留美强大的原因，随着不断了解久留美与仲人的关系后，明白到强大的原因而与久留美站在同一阵线上。
天城礼子（配音：折笠愛（日本），曾秀清（香港））
帝国陆军的研究员， 通称「天城博士」。起初以为綾小路博士不合作而与久留美等人敌对，后来綾小路博士被抓并了解到部分事情的原因后受将军之命帮助綾小路博士和久留美解决事件。喜欢綾小路博士。是2011年天城咖啡店店主天城零子的祖先。
綾小路鉄男（配音：鈴置洋孝（日本），林保全（香港））
久留美，沙希和撫子的制造者，卡玲加的设计者，通称「綾小路博士」，和威路斯基等人都是来自未来的科学家。回到大正年代是为了寻找利用术式战胜导致未来毁灭的方法，但由于他想利用被认为更危险但更强大的恶魔来实现，而与其他科学家有分歧独自离开研究，他最终得出因为爱（仲人和久留美的之间的关系）也能令恶魔变为可用的天使力量，最终与其他科学家和解。
神維神人（配音：松本保典（日本），蘇強文（香港））
仲人的哥哥，同为阴阳师，不过的确有使用法术的能力。十分关系自己的弟弟。是应绫小路博士帮助封印恶魔进久留美内核的。
撫子（配音：井上喜久子（日本），沈小蘭（香港））
绫小路博士来到大正年代后第一个制造的机器人，表面是巫女。负责保护绫小路博士最初的实验室。
将軍（配音：大木民夫（日本），黃子敬（香港））
帝国陆军将军，暗中十分好色，总想得到卡玲加的资料，但也对国家的安全十分注意，而派密探暗中保护行动中的久留美等人。
吉祥寺栄子（配音：川上倫子（日本），黃鳳英（香港））
将军的密探，和小金井负责跟踪和保护久留美等人。对天成博士有感。
小金井佳乃（配音：根谷美智子（日本），梁少霞（香港））
将军的密探，和吉祥寺负责跟踪和保护久留美等人，对仲人有感，而且有看BL册子，飞扑克能力不错。
威路斯基博士（配音：西村知道（日本），陳欣（香港））
来自未来的科学家首领，同样探求利用术式对抗未来毁灭的方法，不过与绫小路博士有分歧，最终得以和解。
布兰度博士（配音：森川智之（日本），梁志達（香港））
来自未来的科学家，帮助威路斯基博士完成任务，包括帮帝国陆军强行启动沙希来对付久留美。
彌海尔（配音：冬馬由美（日本），雷碧娜（香港））
和久留美一样使用改造核心的由科学家制造的机器人，起初是男性，经强吻仲人后变成女性，用于摧毁久留美，但不成功。
加賀（配音：手塚千春（日本），鄭麗麗（香港））
科学家手下的机器人。
アカデミー配下の鋼鉄天使。薰與津波三人中でリーダー格。
薰（配音：岡村明美（日本），沈小蘭（香港））
科学家手下的机器人。
津波（配音：柚木涼香（日本），陸惠玲（香港））
科学家手下的机器人。

### 第二季
神維那己（配音：桑島法子）
本作的女主角。神维家的后代，戴眼镜。性格单纯和善，但有点迷糊。会独奏大提琴，桃木学校初三生，和润加青梅竹马，有“哎呀呀（ヘソニ， ヘソニ）”的口头禅，是其启动了久留美。
久留美2代（配音：榎本溫子）
和第一季设定相同，同样对身为主人的那己十分亲近，叫那己为“主人”。
卡汪（配音：愛河里花子）
仿真机器犬，黄毛，久留美2代的专用装备，能提供海空装备支援。
皇润加（配音：園崎未惠）
那己的青梅竹马，比那己大一年，住在那己的神维神社旁边的千金小姐。对那己十分友好，对其有百合倾向，虽然对方不知道。自从久留美出现，对其亲近那己的行为十分嫉妒，在沙希也被启动后和久留美相会后，更加切中痛处，有了“真是噩梦”的口头禅。是其启动了沙希。
沙希2代（配音：田中理惠）
和第一季设定相同。起初受润加指示攻击久留美，但很快相认了，单恋久留美和润加，同有百合和妄想倾向。
卡琳加2代（配音：倉田雅世）
和第一季设定相同。由术士团体众人启动并受命回收两位姐姐，但和觉醒的久留美对战战败后，跟随住润加希望获得更强。
神維岬（配音：三石琴乃）
那己的母亲，其父亲是术士组织的首领，喜欢可爱的东西。暗中监视钢铁天使们的成长情况，并说服父亲不要强行促进钢铁天使。
皇天海（配音：石塚運昇）
润加的父亲，相当爱惜自己的女儿，拥有非常强的权力，拥有自己的军事力量和要求总理为其办事。
绫小路鉄男（配音：鈴置洋孝）
和第一季为同一人。找那己找到久留美之后留下声音，交代神维的后人那己照顾好久留美。

### OVA
久留美（配音：榎本溫子）
未来时代的女性人类，和沙希等人为室友，比较羞涩，十分喜欢神维并早知神维的病，由于对神维的强烈思念和爱，召唤出天使，并根据结局推测，令神维的病出现了奇迹。
沙希（配音：田中理惠）
未来时代的女性人类，性格基本和前作相仿，温柔，爱读书，十分支持久留美的爱情，不过和前作不同，没有对久留美的百合倾向。
卡琳加（配音：倉田雅世）
未来时代的女性人类，性格基本和前作相仿，活泼好动，也支持久留美的爱情，对自己的贫乳相当介意。
耶雪丽亚（配音：南央美）
未来时代的女性人类， 冷静理性，精通电脑，在查阅神维的资料时得知和自己一样患有「身体能力衰退症候群」——一种由于在受到破坏的未来环境下继续强行生存而令身体不自主地逐渐死亡的病，起初隐瞒并不看好久留美的恋情，但随着久留美能召唤天使的肯定和得知久留美早知这个事实后，想到自己也是因为希望能和久留美她们朋友般在一起而坚持继续活下来，所以对久留美的恋情不抱有负面看法。
神維道人
久留美喜欢的对象，没有出现正面象，患有「身体能力衰退症候群」，即使这样，也和久留美相互深爱对方。

## 出版書籍
單行本
| 卷數 | 角川書店       | 角川書店           | 台灣東販       | 台灣東販           |
| 卷數 | 發售日期       | ISBN               | 發售日期       | ISBN               |
| ---- | -------------- | ------------------ | -------------- | ------------------ |
| 1    | 1998年9月25日  | ISBN 4-04-713236-5 | 1999年1月28日  | ISBN 957-64-3852-7 |
| 2    | 1999年5月27日  | ISBN 4-04-713280-2 | 1999年7月28日  | ISBN 957-64-3921-3 |
| 3    | 1999年10月29日 | ISBN 4-04-713303-5 | 2000年1月27日  | ISBN 957-64-3990-6 |
| 4    | 2000年4月7日   | ISBN 4-04-713331-0 | 2000年6月27日  | ISBN 957-47-3039-5 |
| 5    | 2000年9月27日  | ISBN 4-04-713364-7 | 2000年12月29日 | ISBN 957-47-3127-8 |
| 6    | 2001年3月27日  | ISBN 4-04-713401-5 | 2001年6月27日  | ISBN 957-47-3165-0 |
| 7    | 2001年9月21日  | ISBN 4-04-713458-9 | 2002年2月21日  | ISBN 957-47-3292-4 |
| 8    | 2002年3月22日  | ISBN 4-04-713481-3 | 2002年7月29日  | ISBN 957-47-3365-3 |
| 9    | 2002年12月19日 | ISBN 4-04-713530-5 | 2003年9月29日  | ISBN 957-47-3544-3 |
| 10   | 2003年8月27日  | ISBN 4-04-713572-0 | 2003年10月30日 | ISBN 957-47-3556-7 |
| 11   | 2004年2月25日  | ISBN 4-04-713608-5 | 2004年4月29日  | ISBN 957-47-3651-2 |

小說
- 《鋼鐵天使》（著者：とまと あき）

| 卷數 | 角川書店      | 角川書店               |
| 卷數 | 發售日期      | ISBN                   |
| ---- | ------------- | ---------------------- |
| 全   | 2000年2月29日 | ISBN 978-4-04-412113-6 |

一般書
- 《鋼鐵天使～萬國美天使大博覧會～》 （著者：New Type編輯部）

| 卷數 | 角川書店     | 角川書店               |
| 卷數 | 發售日期     | ISBN                   |
| ---- | ------------ | ---------------------- |
| 全   | 2000年4月7日 | ISBN 978-4-04-853190-0 |

## 动画

### 第一季
1999年10月5日至2000年4月4日经WOWOW电视台的『アニメコンプレックス』节目播放，之后2000年7月19日至10月4日出售DVD版并包含只在DVD的另外4集，内容只包括漫画的大正年代篇。台灣曾由緯來日本台引進播放。

#### 制作人员
- 原作：介錯（角川書店刊「月刊少年エースネクスト」連載）
- 企画・プロデュース：久米憲司
- 監督：高橋ナオヒト
- 系列构成：荒川稔久
- 人物设定，总动画导演：千羽由利子
- 机械设定：伊藤岳史
- 美術导演：高橋久嘉
- 色彩設計：大関たつ枝
- CG导演：水谷貴哉
- 編集：山森重之
- 音响导演：渡辺淳
- 音乐：佐橋俊彦
- 音乐导演：澁谷知子
- 动画监制：神田修吉
- 动画制作：OLM TEAM WASAKI
- 製作：波麗佳音

#### 主题曲
片头曲
- 「KissからはじまるMiracle」

作詞：荒川稔久
作曲，編曲：佐橋俊彦
演唱：STEEL ANGELS（榎本温子、田中理恵、倉田雅世）
片尾曲
- 「永遠の鋼鉄天使」

作詞：荒川稔久
作曲・編曲：佐橋俊彦
演唱：STEEL ANGELS（榎本温子、田中理恵、倉田雅世）

#### 各话列表
| 話数      | 标题                        | 编剧     | 分镜           | 演出         | 作画导演   |
| --------- | --------------------------- | -------- | -------------- | ------------ | ---------- |
| 1         | くるみ大地に立つですぅ!     | 荒川稔久 | 仙北實         | 高橋ナオヒト | 千羽由利子 |
| 2         | ご主人様は一人ですぅ!       | 荒川稔久 | 仙北實         | 村田和也     | 沢田正人   |
| 3         | 新たなる天使・サキ!         | 荒川稔久 | まついひとゆき | 村田和也     | 藤澤俊幸   |
| 4         | 嫌いにならないでです!       | 荒川稔久 | 仙北實         | 須藤典彦     | 宮田忠明   |
| 5         | 妹ができたですぅ!           | 荒川稔久 | 仙北實         | 須藤典彦     | 松岡秀明   |
| 6         | 愛姉妹                      | 荒川稔久 | 村田和也       | 村田和也     | 沢田正人   |
| 7         | そこはダメですぅ!           | 荒川稔久 | 村田和也       | 村田和也     | 藤澤俊幸   |
| 8         | 天城礼子二十三歳?           | 荒川稔久 | 井硲清高       | 須藤典彦     | 赤尾良太郎 |
| 9         | ふたりで花火ですぅ!         | 荒川稔久 | 仙北實         | 須藤典彦     | 佐藤陵     |
| 10        | 迎えに来たんだ              | 荒川稔久 | 井硲清高       | 村田和也     | 平塚知哉   |
| 11        | そうだ! 八つ橋を…           | 荒川稔久 | 村田和也       | 村田和也     | 松岡秀明   |
| 12        | カリンカだよ!               | 荒川稔久 | 須藤典彦       | 須藤典彦     | 藤澤俊幸   |
| 13        | また妹ができたですぅ!       | 荒川稔久 | 仙北實         | 深沢幸司     | 沢田正人   |
| 14        | 諦めないもん!               | 荒川稔久 | 村田和也       | 村田和也     | 佐藤陵     |
| 15        | わかったよお姉ちゃん        | 荒川稔久 | 深沢幸司       | 深沢幸司     | 平塚知哉   |
| 16        | 仲人最大の危機!?            | 荒川稔久 | 須藤典彦       | 須藤典彦     | 松岡秀明   |
| 17        | 出雲に着いたですぅ!         | 荒川稔久 | 村田和也       | 村田和也     | 沢田正人   |
| 18        | そんなのうそだ！            | 荒川稔久 | 深沢幸司       | 深沢幸司     | 佐藤陵     |
| 19        | 突入! アカデミー基地        | 荒川稔久 | 須藤典彦       | 須藤典彦     | 藤澤俊幸   |
| 20        | 究極の超鋼鉄天使            | 荒川稔久 | 村田和也       | 村田和也     | 平塚知哉   |
| 21        | 天使が消えた日              | 荒川稔久 | 仙北實         | 深沢幸司     | 沢田正人   |
| 22        | カオスエンゼル              | 荒川稔久 | 村田和也       | 村田和也     | 佐藤陵     |
| 23        | 罪と罰                      | 荒川稔久 | 深沢幸司       | 深沢幸司     | 藤澤俊幸   |
| 24        | Kissから始まるMiracle       | 荒川稔久 | 高橋ナオヒト   | 高橋ナオヒト | 千羽由利子 |
| DVD版特典 |                             |          |                |              |            |
| 25        | サキちゃん、スタアになる    | 荒川稔久 | 村田和也       | 村田和也     | 藤澤俊幸   |
| 26        | カリンカ・新たなる恋！      | 荒川稔久 | 深沢幸司       | 深沢幸司     | 沢田正人   |
| 27        | くるみ・オトナになったです… | 荒川稔久 | 村田和也       | 村田和也     | 佐藤陵     |
| 28        | 永遠の鋼鉄天使              | 荒川稔久 | 深沢幸司       | 深沢幸司     | 千羽由利子 |

### 第二季
2001年4月12日至6月28日通过独立UHF放送局播放。台灣曾由緯來日本台引進接續第一季後播放。

#### 制作人员
- 企画・プロデュース：久米憲司
- 导演：高橋ナオヒト
- 共同导演：深沢幸司
- 系列构成：黒田洋介
- 人物设定，总动画导演 ：池田裕治
- 机械设定 ：赤松武
- 色彩設計：大関たつ枝
- 美術导演：加藤賢司
- 撮影导演：水谷貴哉
- 編集：山森重之
- 音响导演：渡辺淳
- 音乐：佐橋俊彦
- 动画监制：神田修吉
- 动画制作：OLM TEAM WASAKI

#### 主题曲
片头曲
- 「KissからはじまるMiracle（2式）」

作詞：荒川稔久
作曲：佐橋俊彦
編曲：酒井良
演唱：STEEL ANGELS（榎本温子、田中理恵、倉田雅世）
片尾曲
- 「澄んだ青空の向こうに」

作詞：荒川稔久
作曲，編曲：佐橋俊彦
演唱：STEEL ANGELS（榎本温子、田中理恵、倉田雅世）

#### 各话列表
| 話数 | 标题                       | 编剧     | 分镜         | 演出     | 作画导演 |
| ---- | -------------------------- | -------- | ------------ | -------- | -------- |
| 1    | はにはにきゅいーんです!    | 黒田洋介 | 高橋ナオヒト | 鈴木敏明 | 池田裕治 |
| 2    | ご主人様は女の子です       | 黒田洋介 | 深沢幸司     | 藤澤俊幸 | 藤澤俊幸 |
| 3    | 初めての…です♡             | 黒田洋介 | 辻初樹       | 秦義人   | 平塚知哉 |
| 4    | 新たなる鋼鉄天使・サキ2式  | 黒田洋介 | 井硲清高     | 井硲清高 | 佐藤陵   |
| 5    | ご主人様と姉さんと         | 黒田洋介 | 辻初樹       | 鈴木敏明 | 池田裕治 |
| 6    | くるみ、おサカナになるです | 黒田洋介 | 朝居留美     | 藤澤俊幸 | 藤澤俊幸 |
| 7    | 覚醒、カリンカ2式          | 黒田洋介 | 井硲清高     | 井硲清高 | 佐藤陵   |
| 8    | 初めまして、お姉ちゃんズ   | 黒田洋介 | 辻初樹       | 深沢幸司 | 沢田正人 |
| 9    | 雨のち晴れのち虹です       | 黒田洋介 | 朝居留美     | 鈴木敏明 | 藤澤俊幸 |
| 10   | アルバイト大作戦です!      | 黒田洋介 | 辻初樹       | 秦義人   | 平塚知哉 |
| 11   | ご主人様がいなくなるです   | 黒田洋介 | 井硲清高     | 井硲清高 | 佐藤陵   |
| 12   | 澄んだ青空の向こうに       | 黒田洋介 | 朝居留美     | 深沢幸司 | 池田裕治 |

### OVA
2001年4月18日至同年6月20日与2式同期以DVD版发售。

#### 制作人员
与第二季制作人员相同

#### 主题曲
- 「はじまりの奇跡」

作詞：荒川稔久
作曲，編曲：寺嶋民哉
演唱：Angels（榎本温子、田中理恵、倉田雅世、南央美）

#### 各话列表
| 話数 | 标题               | 编剧     | 分镜         | 演出       | 作画导演   |
| ---- | ------------------ | -------- | ------------ | ---------- | ---------- |
| 1    | エンゼル・フォース | 黒田洋介 | 高橋ナオヒト | 木村真一郎 | 千羽由利子 |
| 2    | エンゼル・スマイル | 黒田洋介 | 高橋ナオヒト | 木村真一郎 | 沢田正人   |
| 3    | エンゼル・ハート   | 黒田洋介 | 高橋ナオヒト | 木村真一郎 | 斉藤英子   |

## 电视剧
2002年透過独立UHF放送局『アニメコンプレックスNIGHT』播放，故事由戰鬥跟動作轉移向日常生活，女主角不再是真正的一神教的天使，而是被稱為白衣天使的真正人工智慧護士機器人。 

### 制作人员
- 企画：ピーシーライツ
- 导演：保母浩章
- 系列构成：荒川稔久
- 编剧：荒川稔久 他
- 演出：佐藤徹也、藤原祐輔
- 音乐：佐橋俊彦
- 执行监制 ：久米憲司、大柳英樹
- 监制：山下泰英、佐竹正徳、本木茂、池田正義
- 制作：オフィスクレッシェンド

### 主题曲
片头曲
- 「笑顔をください」

作詞：夏野芹子
作曲：真理
編曲：棚橋信仁
演唱：ピュア天使（松居彩、橘綾乃、寺門仁美）
片尾曲
- 「KissからはじまるMiracle（pure）」

作詞：荒川稔久
作曲：佐橋俊彦
編曲：棚橋信仁
演唱：ピュア天使（松居彩、橘綾乃、寺門仁美）
- 「カーテン」

作詞：夏野芹子
作曲：ハルユキ
編曲：棚橋信仁
演唱：ピュア天使（松居彩、橘綾乃、寺門仁美）

### 播放日程
| 第1期 | 第1期                          |      | 第2期                         | 第2期 |
| 話数  | 标题                           | 話数 | 标题                          |       |
| ----- | ------------------------------ | ---- | ----------------------------- | ----- |
| 1     | 看護ロイドのくるみです         | 13   | ご主人様の再出発です          |       |
| 2     | ふたりでおとまりです           | 14   | ふにゃっとしないで立ってです! |       |
| 3     | 初めての夜はすごかったです     | 15   | ご主人様育成計画です          |       |
| 4     | くるみのくるくる七変化です     | 16   | メガネっ子はすっぽーんです    |       |
| 5     | くるみがまんできないかもです   | 17   | くるみ誘拐されちゃったです    |       |
| 6     | にっくき妹登場です             | 18   | 危険な転送装置です            |       |
| 7     | カリンカちゃんには負けないです | 19   | 二人っきりは危険です          |       |
| 8     | 妄想少女サキちゃんです         | 20   | くるみおかされたかもです      |       |
| 9     | 風邪には看護ロイドです         | 21   | いくとこまでいっちゃうです    |       |
| 10    | ご主人様が二人!? です          | 22   | くるみ死ぬほどがんばるです    |       |
| 11    | ご主人様の大爆発です!          | 23   | ご主人様の誕生日です          |       |
| 12    | そして誰もいなくなったです     | 24   | 笑顔ください（最終話）        |       |

## 播放電視台
日本
| 日本 WOWOW 星期二 19:15-19:30 Anime Complex 2 時段   | 日本 WOWOW 星期二 19:15-19:30 Anime Complex 2 時段 | 日本 WOWOW 星期二 19:15-19:30 Anime Complex 2 時段 |
| ---------------------------------------------------- | -------------------------------------------------- | -------------------------------------------------- |
|                                                      | 鋼鐵天使胡桃 (1999.10.5 - 2000.4.4)                |                                                    |
| D4公主                                               | 待查                                               |                                                    |
| 日本 獨立UHF放送網絡 星期二 Anime Complex Night 時段 |                                                    |                                                    |
| 新時段                                               | 鋼鐵天使胡桃pure 第一期 (2002.4.2 - 6.18)          | 待查                                               |
| 待查                                                 | 鋼鐵天使胡桃pure 第二期 (2002.10.8 - 12.24)        | 待查                                               |

香港
| 香港 無綫電視翡翠台 星期日 10:20-10:50 節目                        | 香港 無綫電視翡翠台 星期日 10:20-10:50 節目 | 香港 無綫電視翡翠台 星期日 10:20-10:50 節目 |
| ------------------------------------------------------------------ | ------------------------------------------- | ------------------------------------------- |
|                                                                    | 鋼鐵天使 （2002.05.19 - 2002.08.04）        |                                             |
| 傻版殭屍 （2001.11.11 - 2002.05.12）                               | 零戰士 （2002.08.25 - 2002.11.24）          |                                             |
| 星期一至五 10:10-10:40 節目                                        |                                             |                                             |
| 辣妹掌門人 （2003.03.04 - 2003.04.11） （2003.04.28 - 2003.06.06） | 鋼鐵天使 重播 （2003.06.09 - 2003.06.24）   | 笑笑小莫加 （2003.06.25 - 2003.07.11）      |

無綫電視翡翠台當時播映時段
由於當時的播放日子及時間不定，現詳細列明。
首播
1. 第1-2話 2002年5月19日(星期日) 上午10:20-10:50 (PG19L)
2. 第3-4話 2002年5月26日(星期日) 上午10:20-10:50 (PG26L)
3. 第5-6話 2002年6月2日(星期日) 上午10:20-10:50 (PG26L)
4. 第7-8話 2002年6月9日(星期日) 上午10:20-10:50
5. 第9-10話 2002年6月16日(星期日) 上午10:20-10:50 (PG20L)
6. 第11-12話 2002年6月23日(星期日) 上午10:20-10:50 (PG20L)
7. 第13-14話 2002年6月30日(星期日) 上午10:20-10:50 (PG20L)
8. 第15話 2002年7月7日(星期日) 上午10:25-10:45
9. 第16-17話 2002年7月14日(星期日) 上午10:20-10:50
10. 第18-19話 2002年7月21日(星期日) 上午10:20-10:50
11. 第20-21話 2002年7月28日(星期日) 上午10:20-10:50 (PG20L)
12. 第22-23話 2002年8月4日(星期日) 上午10:20-10:50
13. 第24話 2002年8月11日(星期日) 上午10:25-10:45

第一次重播
1. 第1-2話 2003年6月9日(星期一) 上午10:10-10:40 (PG19L)
2. 第3-4話 2003年6月10日(星期二) 上午10:10-10:40 (PG26L)
3. 第5-6話 2003年6月11日(星期三) 上午10:10-10:40 (PG26L)
4. 第7-8話 2003年6月12日(星期四) 上午10:10-10:40
5. 第9-10話 2003年6月13日(星期五) 上午10:10-10:40 (PG20L)
6. 第11-12話 2003年6月16日(星期一) 上午10:10-10:40 (PG20L)
7. 第13-14話 2003年6月17日(星期二) 上午10:10-10:40 (PG20L)
8. 第15-16話 2003年6月18日(星期三) 上午10:10-10:40
9. 第17-18話 2003年6月19日(星期四) 上午10:10-10:40
10. 第19-20話 2003年6月20日(星期五) 上午10:10-10:40
11. 第21-22話 2003年6月23日(星期一) 上午10:10-10:40 (PG20L)
12. 第23-24話 2003年6月24日(星期二) 上午10:10-10:40

## 外部連結
- 官方網站 （页面存档备份，存于）（日語）
- 網路廣播節目 （页面存档备份，存于）（日語）